# 太郎右衛門橋

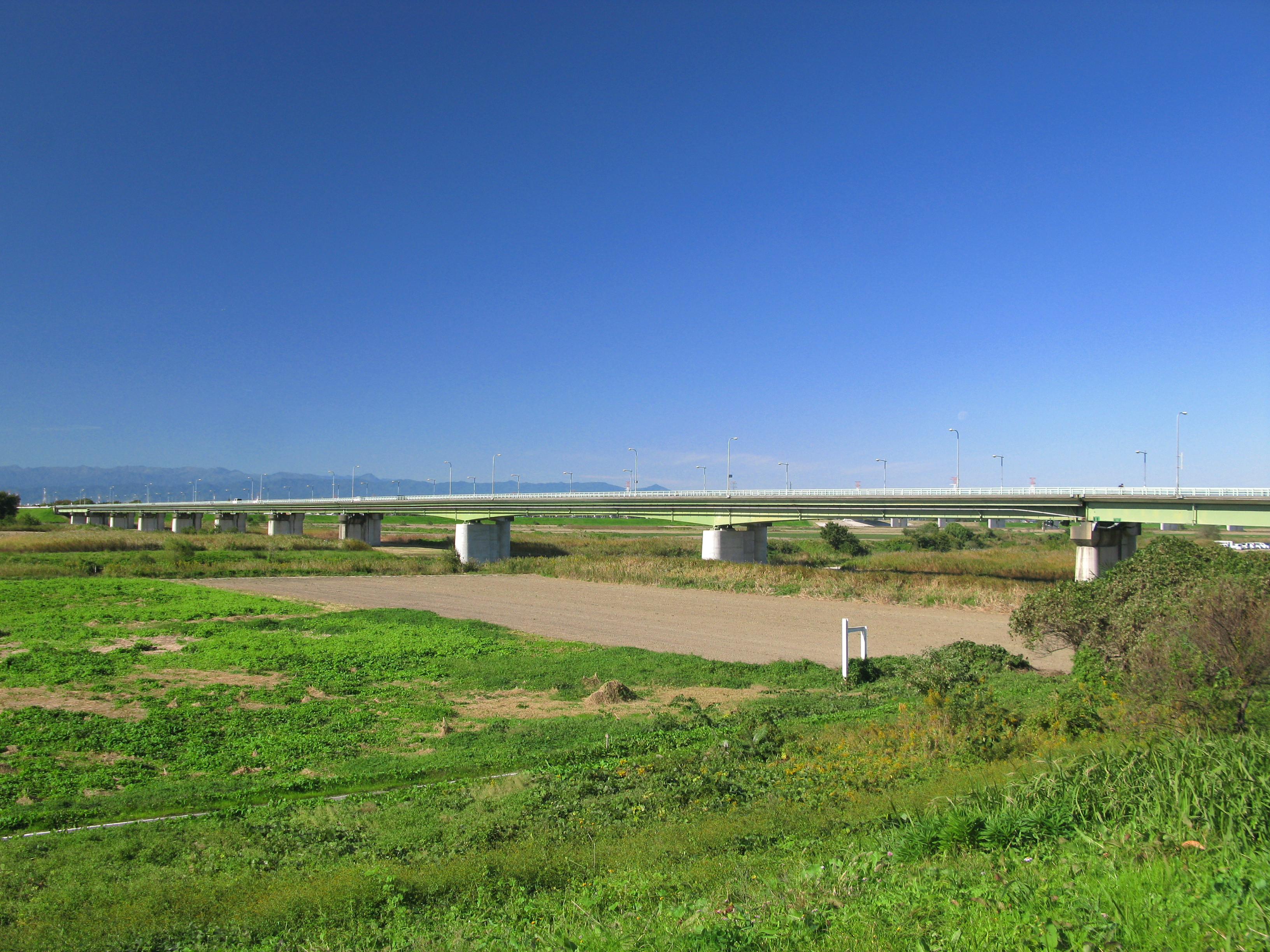
太郎右衛門橋（2012年11月）

太郎右衛門橋（たろううえもんはし、たろうえもんばし）とは埼玉県の桶川市川田谷と川島町東野の間に架かり、荒川を渡る埼玉県道12号川越栗橋線の道路橋である。荒川に数多くかかる橋の中で重忠橋と並び、数少ない人名を冠した橋である。太郎右エ門橋と表記する場合もある。

## 概要
河口から53.6 kmの地点に架かる橋長700.5メートル、総幅員8.7メートル、有効幅員8.0メートル（車道6.5メートル、歩道0.75メートル×2）、最大支間長80メートルの鋼単純合成箱桁橋（渡河部を含む3径間は鋼連続箱桁橋）の一等橋（TL-20）である。路面は約1.5から2パーセントの横断勾配が付けられている。また、橋軸と橋脚に対しても80度の斜角が付けられている。埼玉県の第一次緊急輸送道路に指定されている。橋の管理者は埼玉県である。橋の右岸側は荒川沿いの低地となっていて高い堤防が設けられているが、左岸側は大宮台地の縁になっており連続した堤防が設けられていない。また、右岸側は荒川横堤である長さ200.3メートルの八保第1横堤に接続され、道路がその天端を通っている。橋の前後のアプローチ区間である取り付け道路は両岸側とも築堤で整備されている。車道の両側に幅員の狭い歩道がある他、幅員の広い歩道が欄干を隔てた上流側に密接して設置されている。また、桶川駅と川越駅を結ぶ東武バスの川越04系統路線の走行経路である。桶川市寄りの停留所は「柏原」が最寄り。2004年（平成6年）に埼玉県深谷市に所在する六堰（新六堰頭首工）の管理用道路である重忠橋が架かるまでは、荒川本流において唯一の人名がついた橋であった。

## 歴史

### 太郎右衛門の渡し

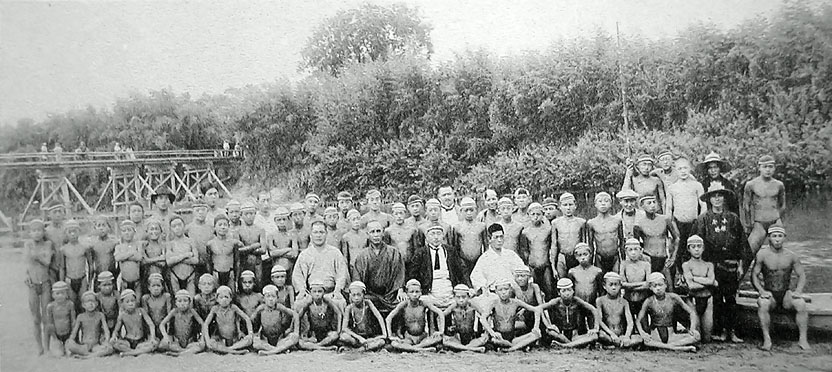
荒川で行われた「武蔵水泳講習会」。奥に当時の太郎右衛門橋が見える。（1927年）

この場所には橋ができる前には私設の渡し場があり、その運営者の名前が後の木製の橋（板橋）の名前となった。この渡しについては人渡し馬渡しそれぞれ一艘で渡船二艘を有する中山道の桶川宿と川越を結ぶ川越道に属する交通路で、渡船料は1889年（明治22年）当時は徒歩は1人で三厘、荷馬は1疋で八厘であった。また渡船場には江戸時代の末から大正時代にかけて太郎右衛門河岸（川田谷河岸とも呼ばれた）が併設されていた。1764年（明和元年）に発生した中山道伝馬騒動（明和の伝馬騒動）の際には三保谷村にて結集した一揆勢が桶川宿へ向かう際にこの渡船場付近で荒川を渡った。
最初にこの場所に橋が架けられた年代は定かではないが明治末期には既に架けられていたもので、大水によって橋が度々流失する被害にあったと言われている。橋は木造板橋で、通行料を徴収する賃銭橋であった。なお、渡しはこの板橋が架けられた後も使用は継続され、1940年（昭和15年）頃に冠水橋が架けられた後に廃止された。

### 1940年の橋

冠水橋の太郎右衛門橋（1955年頃）

1940年（昭和15年）に冠水橋架設の陳情書が県に提出され、木造板橋の冠水橋（かんすいきょう）が架けられた。橋長64.3メートル、幅員3メートルで上流側に丸太を斜めに傾けた木組みの流木避けが設置されていた。道幅が狭く交互通行であり、重量制限が設けられていた。河川区域内の高水敷に架けられた冠水橋なため、洪水のたびに通行止めになり、1965年（昭和40年）8月23日の台風17号による洪水で流失した。県は2541万4000円の工事費を掛けて1966年（昭和41年）3月25日開通予定で復旧工事が進められた。橋は通行止めになりその間、仮設の橋が架けられた。

### 1966年の橋
1966年（昭和41年）に旧大芦橋や旧糠田橋とよく似た外見を持つ、鋼管パイル製の橋脚を持つ木製桁の冠水橋に架け直された。橋脚は太い鋼管パイルを3本立てて上・下流側に鋼管製の斜材を配した23.5メートルの揺れ止めが設けられている。欄干は増水時に備えて取り外しが可能で、鉄パイプを立ててロープを張った簡易な物である。橋長63メートル、幅員4.5メートル。交互通行と重量制限は引き続き設定されていた。
この橋は永久橋が完成する直前の1971年（昭和46年）8月30日の15時20分に台風23号の洪水で流失した。自動車やトラックなどは開平橋や御成橋に迂回し、路線バスは荒川を境に折り返し運転する措置を取った。冠水橋は現在の橋に付け替えられた際に役目を終えて廃止となり撤去された。冠水橋の遺構は残されていないが、痕跡として水位が低い時に川の中に橋脚の跡を認めることができる。また、その取り付け道路は現在の橋のすぐ上流側に平行する農道として現存している。

### 1971年の橋
冠水橋は出水時に交通が途絶える等の支障があったことから、桶川市長が会長となり、関係五市二町一村による太郎右衛門橋架設促進期成同盟が結成され、1940年（昭和15年）より県に請願を行ったところ、国の第六次道路整備計画および県の総合復興計画の一環として具体化されることとなり、県主導の下1966年（昭和41年）11月19日に着工され、起工式が挙行された。橋の施工は 東日本鉄工株式会社が担当し、架設工法はステージング（ベント）工法が用いられた。ベント（仮設工）が立てられない渡河区間である連続桁の箇所は、送り出し工法が併用されている。
永久橋の建設当時、太郎右衛門橋以北で永久橋の橋は、熊谷市に架かる荒川大橋と鴻巣市に架かる御成橋の2本だけで、それ以外は全て冠水橋であった。
1966年度に橋や取り付け道路の用地買収に着手し、1967年（昭和42年）度には下部工（橋脚）の工事に着手した。1970年（昭和45年）7月には12基ある橋脚が完成し、程なくして上部工の工事に着手され、1971年（昭和46年）5月に上部工で橋桁の骨組みである鋼製の箱桁の設置と合わせて取り付け道路の工事が完了した。
そして今までの橋の川下の位置に現在の永久橋が1971年10月に完工し、同年11月20日に開通した。開通式では国、県、地元自治体の関係者230名による渡り初めや、埼玉県副知事と桶川市長、川島村長の3人によるテープカットが執り行われた。総工費は6億8269万5千円であった。また、川島町側の取り付け道路は右岸堤防に沿ってクランク状に急カーブしていたが、永久橋化の際、南側に幅員7.2メートルの緩やかなS字カーブの道路（歩道無し）に付け替えられ、交通の流れがスムーズになった。付け替え前の道路は現在でも存続している。
永久橋は当初歩道は上流側と下流側に設置されていたが、幅員0.75メートルと狭隘で車道との間に段差があり、交通量の増大に伴い通行者が危険に晒されるようになったため、すぐ上流側に橋長約700メートル、総幅員3.3メートル、有効幅員2.5メートルの歩道専用の橋が3径間鋼連続箱桁橋として密接するように架橋され、1997年（平成9年）3月27日開通した。架橋の際には歩道専用の橋脚を別に立てたのではなく、既存の橋脚を上流側に腹付拡幅して設置された。なお、車道橋の歩道は現在も両側とも残されている。
架橋後約半世紀が経過し、コンクリート床板に亀裂が見つかったため、2023年（令和5年）3月22日より上り線側のコンクリート床板の交換工事が行なわれている（4月30日終了予定）。工事の際は下り車線を使用して片側交互通行が終日実施され、荒井橋など周辺橋梁への迂回も要請している。工事の影響で渋滞が発生し、橋を通る路線バスのダイヤに乱れも生じている。なお、同様の工事は2019年（令和元年）5月10日から5月25日にかけて下り車線でも行われた。

## 付近

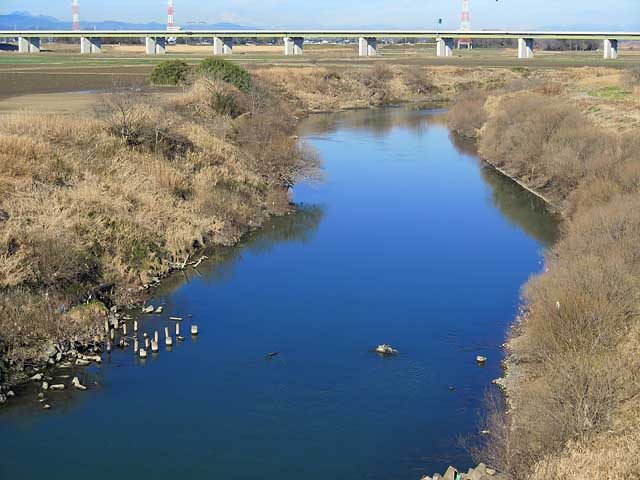
河道の中に残る旧太郎衛門橋の痕跡。奥の橋は圏央道の圏央道荒川橋。

1979年（昭和54年）と1985年（昭和60年）に実施された魚類捕獲調査では、ゲンゴロウブナとオイカワが多くとれた。また、橋のある場所は国土交通省が水位測定を行う地点のひとつに加えられている。
荒川の河川敷は河道跡（旧荒川）が残る右岸（川島町側）に広くとられている。その広い河川敷を活用した、ホンダエアポートや桶川スポーツランドがあり、橋の上から滑走路やコースを見ることができる。桶川の下流方面および川島側の上流方面は農地となっている。自然再生推進法に基き、荒川太郎右衛門地区自然再生事業が進められている。左岸側にある桶川市総合運動場では不定期に「おけがわ市民花火大会」が開催されている。
- 本田航空、ホンダエアポート
- 桶川スポーツランド
- 桶川飛行学校平和祈念館（旧熊谷陸軍飛行学校桶川分教場）
- 桶川市総合運動場
- 城山公園
- 三ツ木城跡
- 泉福寺
- 川田谷古墳群
- 圏央道桶川北本IC
- 遠山記念館
- 廣徳寺 -  国指定重要文化財の大御堂がある。
- 平成の森公園 - 日本一の長いバラのトンネルがある。
- 埼玉県道155号さいたま武蔵丘陵森林公園自転車道線 - 荒川サイクリングロード
- 県央ふれあいんぐロード - サイクリングロード[39]

## 風景

流失した太郎右衛門橋（1965年8月）
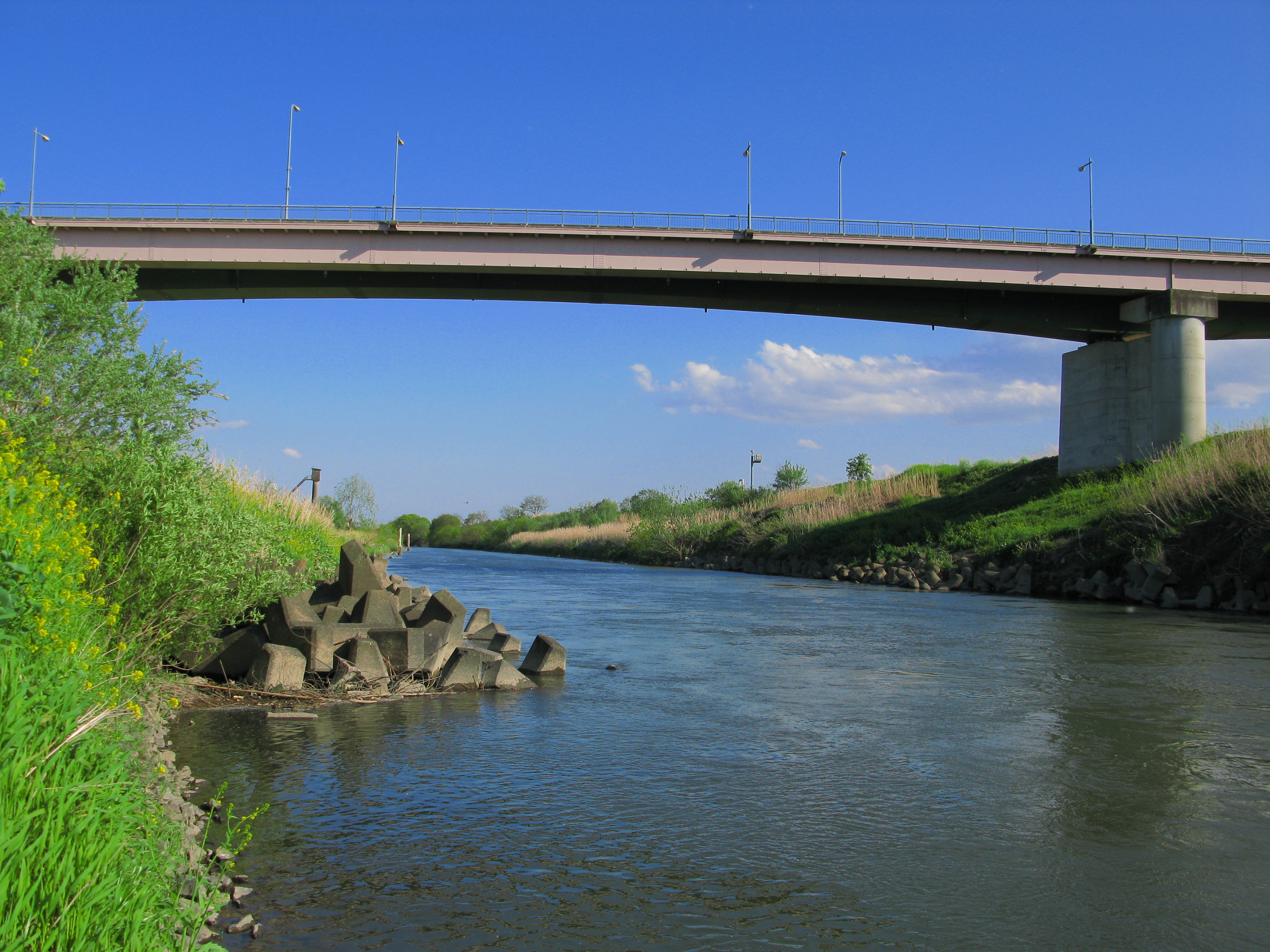
左岸上流側低水路より。
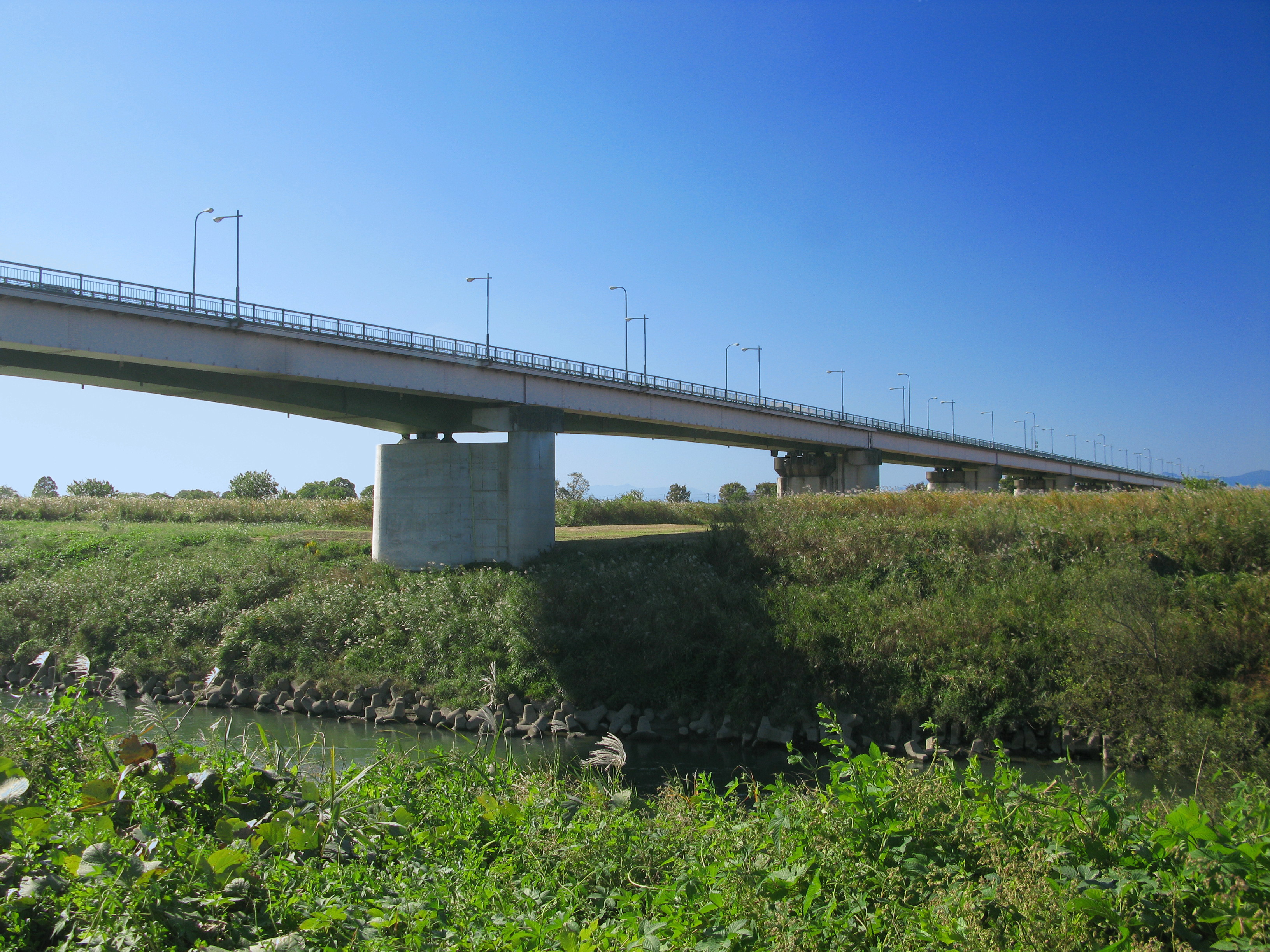
左岸上流側より川島方面を望む。
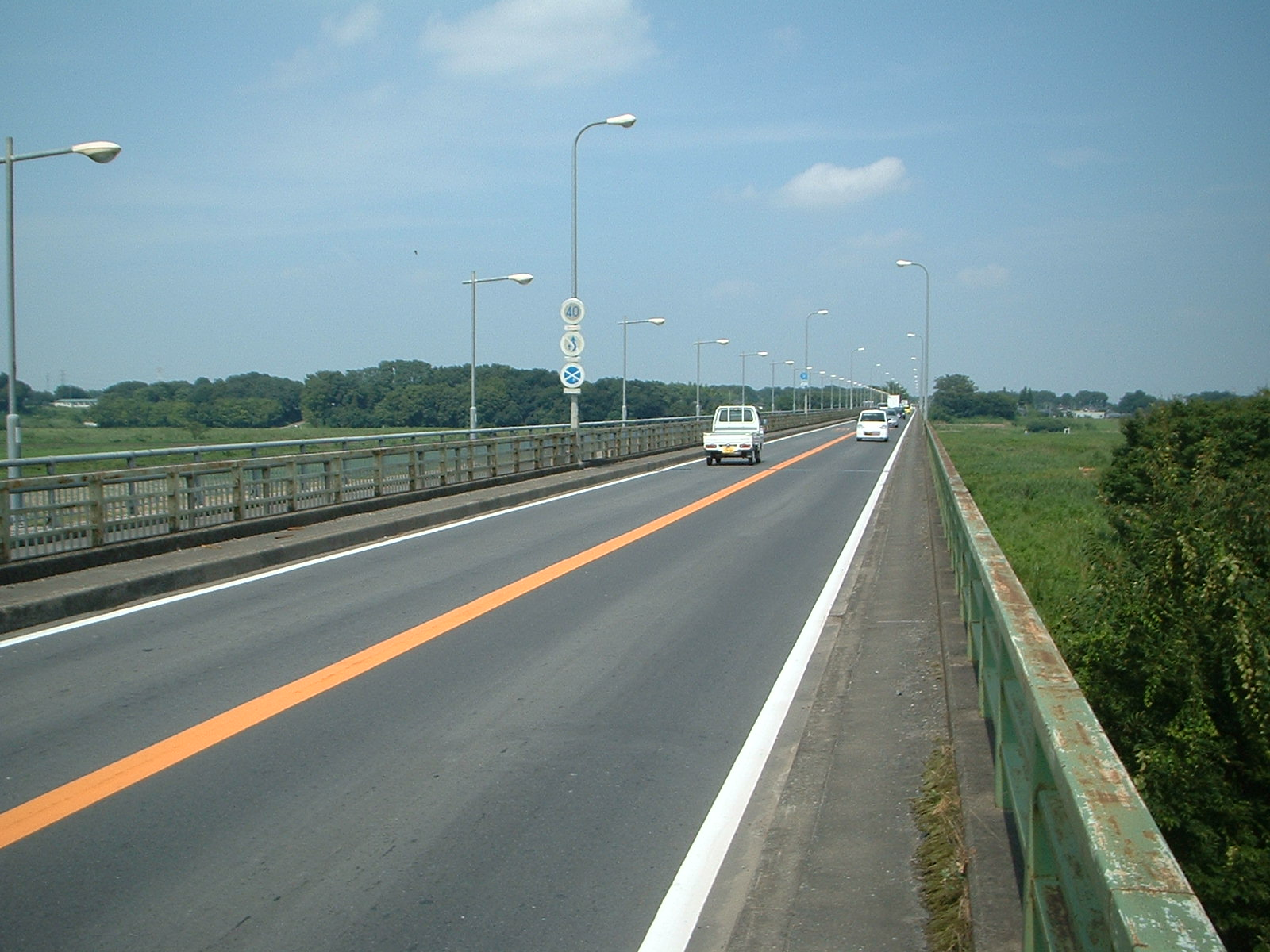
橋の上から桶川方面を望む。
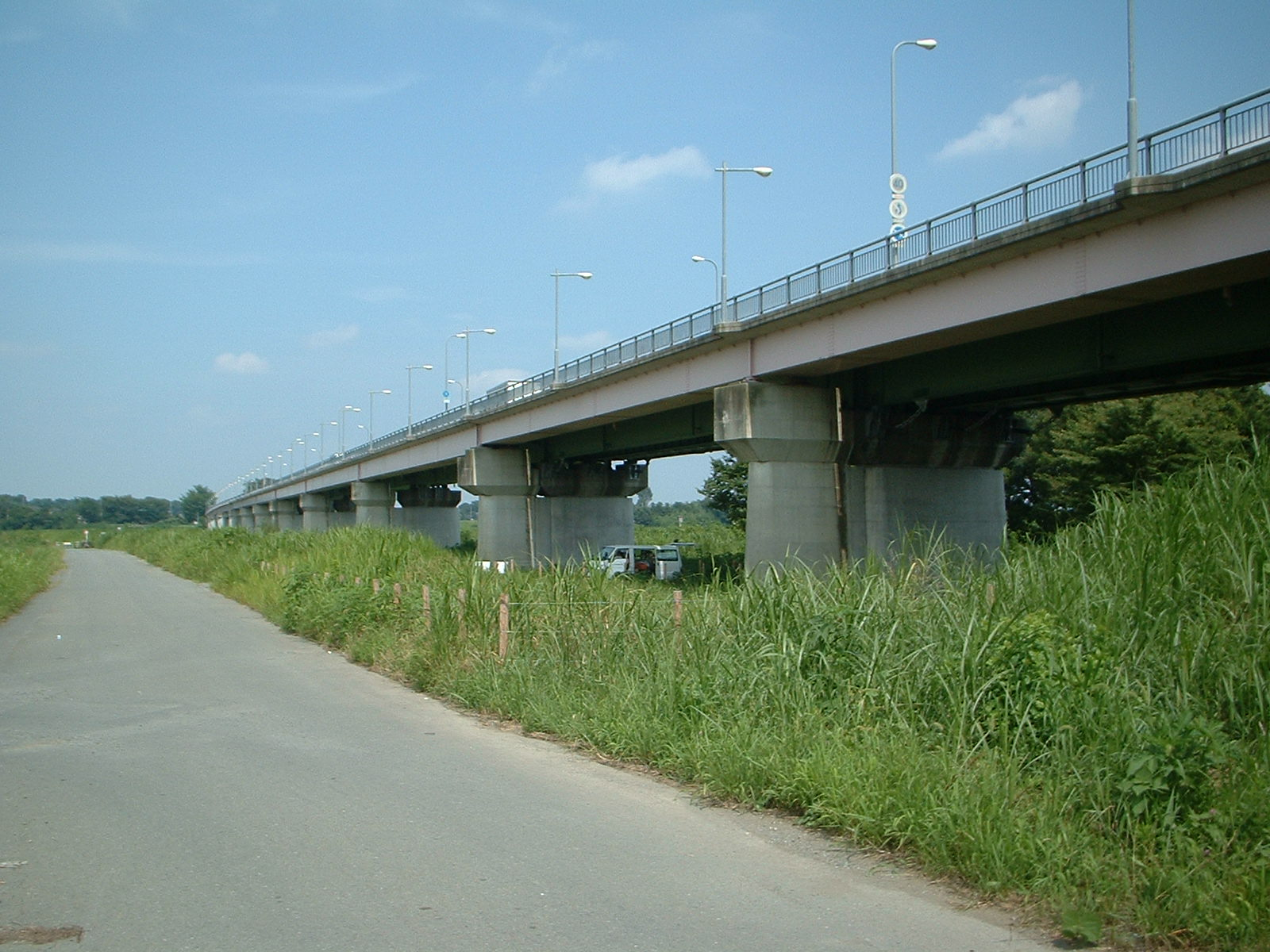
川島側から。橋に平行する道路は旧橋の取り付け道路。
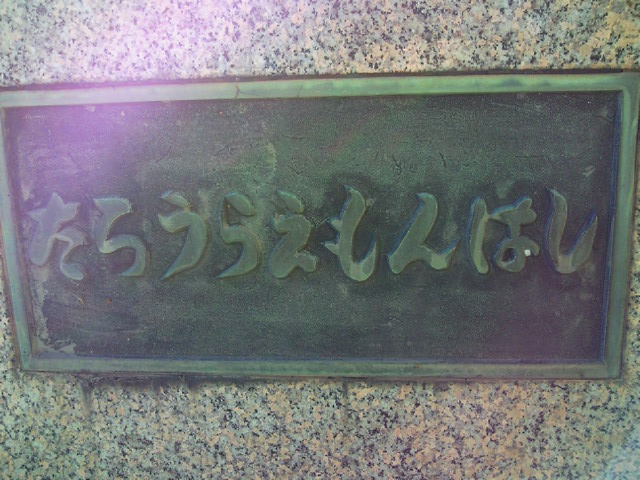
桶川側の親柱に掲示されている橋名板。「たろううえもんはし」と記されている。

## その他
- 当橋の近傍に所在する埼玉県立桶川西高等学校が発行する生徒会誌の名称を「太郎右衛門橋」としている[40]。
- 埼玉県のぐるっと埼玉サイクルネットワーク構想に基づき策定された「自転車みどころスポットを巡るルート」の「桶川・田園と歴史を発見するルート」の経路にこの橋が含まれている[41]。また、都内からの折り返し地点として、多くのサイクリストがこの橋を利用している[39]。

## 隣の橋
- 荒川

（上流） - 荒井橋 - 圏央道荒川橋 - 太郎右衛門橋 - 樋詰橋 - 西野橋 - （下流）